# San Girolamo nel deserto (Cima da Conegliano Firenze)
San Girolamo nel deserto è un dipinto a tempera su tavola di Cima da Conegliano, conservato nella Collezione Contini Bonacossi a Firenze.